# Nathalie Herreman
Nathalie Herreman (Sainte-Adresse, 28 de marzo de 1966) es una extenista profesional francesa.
Jugó en el WTA Tour desde 1983 a 1995, ganó un título individual en 1986 en Perugia y llegó a la cuarta ronda en Wimbledon en 1990.

## Finales de carrera de la WTA

### Solteros 1 (1–0)
| Leyenda      |   |
| gran slam    | 0 |
| Nivel I      | 0 |
| Nivel II     | 0 |
| Nivel III    | 0 |
| Nivel IV y V | 0 |

| Resultado | W/L | Fecha         | Torneo          | Superficie | Adversario            | Puntaje  |
| --------- | --- | ------------- | --------------- | ---------- | --------------------- | -------- |
| Ganar     | 1.  | Julio de 1986 | Perugia, Italia | Arcilla    | Csilla Bartos-Cserepy | 6–2, 6–4 |

### Dobles 5 (2–3)
| Leyenda      |   |
| gran slam    | 0 |
| Nivel I      | 0 |
| Nivel II     | 0 |
| Nivel III    | 0 |
| Nivel IV y V | 1 |

| Títulos por superficie |   |
| Duro                   | 0 |
| Arcilla                | 1 |
| Césped                 | 0 |
| Alfombra               | 1 |

| Resultado | W/L | Fecha              | Torneo                   | Superficie    | Pareja           | oponentes                               | Puntaje       |
| --------- | --- | ------------------ | ------------------------ | ------------- | ---------------- | --------------------------------------- | ------------- |
| Ganar     | 1.  | Noviembre de 1987  | Zúrich, Suiza            | alfombra (yo) | pascale paradis  | Jana Novotna catalina suire             | 6–3, 2–6, 6–3 |
| Ganar     | 2.  | Julio de 1988      | Aix-en-Provence, Francia | Arcilla       | catalina tanvier | Sandra Cecchini Arantxa Sánchez Vicario | 6–4, 7–5      |
| Pérdida   | 3.  | Septiembre de 1989 | París, Francia           | Arcilla       | catalina suire   | Sandra Cecchini Patricia Tarabini       | 1–6, 1–6      |
| Pérdida   | 4.  | Octubre de 1989    | Moscú, URSS              | alfombra (yo) | catalina suire   | Larisa Savchenko natalia zvereva        | 3–6, 4–6      |
| Pérdida   | 5.  | Septiembre de 1990 | París, Francia           | Alfombra      | Alexia Dechaume  | Kristin Godridge Kirrily Sharpe         | 6–4, 3–6, 1–6 |

## finales de la ITF

### Solteros (1–3)
| Leyenda            |
| ------------------ |
| Torneos de $25 000 |
| Torneos de $10 000 |

| Resultado  | N.º | Fecha                  | Torneo            | Superficie | Adversario            | Puntaje        |
| ---------- | --- | ---------------------- | ----------------- | ---------- | --------------------- | -------------- |
| Subcampeón | 1.  | 11 de enero de 1988    | Moulins, Francia  | Arcilla    | Karine Quentrec       | 1–6, 2–6       |
| Ganador    | 1.  | 4 de diciembre de 1989 | El Havre, Francia | Arcilla    | Iwona Kuczynska       | 6–4, 7–6 (7–5) |
| Subcampeón | 2.  | 3 de diciembre de 1990 | El Havre, Francia | Arcilla    | Nathalie Houseset     | 6–4, 6–7, 6–7  |
| Subcampeón | 3.  | 27 de junio de 1994    | Cáceres, España   | Arcilla    | María Sánchez Lorenzo | 4–6, 4–6       |

### Dobles (4-0)
| Resultado | N.º | Fecha                  | Torneo              | Superficie | Pareja            | oponentes                        | Puntaje  |
| --------- | --- | ---------------------- | ------------------- | ---------- | ----------------- | -------------------------------- | -------- |
| Ganador   | 1.  | 11 de enero de 1988    | Moulins, Francia    | Arcilla    | Karine Quentrec   | Carolina Billingham Ana Simpkin  | 6–3, 6–3 |
| Ganador   | 2.  | 4 de diciembre de 1989 | El Havre, Francia   | Arcilla    | Catalina Suire    | Estefanía Rehmke Mirijam Schweda | 6–2, 6–0 |
| Ganador   | 3.  | 2 de diciembre de 1991 | El Havre, Francia   | Arcilla    | Eugenia Maniokova | Gaby Coorengel Amy van Buuren    | 6–3, 6–4 |
| Ganador   | 4.  | 6 de mayo de 1996      | Le Touquet, Francia | Arcilla    | Karine Quentrec   | Patty Van Acker Anna Linkova     | 6–1, 6–1 |